# إميليو أغينالدو
إميليو أغينالدو (بالإسبانية: Emilio Aguinaldo)‏ (مواليد 23 مارس 1869 - الوفاة 6 فبراير 1964) هو جنرال فلبيني وسياسي وزعيم استقلال شارك بدور أساسي في الثورة في الفلبين ضد إسبانيا، والحرب الفلبينية الأمريكية وايضا قاوم الاحتلال الأمريكي في بلاده. على الرغم من أنه لم يتم الاعتراف به خارج الفلبين الثورية، إلا أنه يعتبر في الفلبين أول رئيس للبلاد خلال فترة جمهورية الفلبين الأولى.
يُعتبر إميليو بطل قومي في الفلبين. بالرغم من الجدل المثار بسبب تورطه المزعوم في مقتل الزعيم الثوري أندريس بونيفاسيو والجنرال أنطونيو لونا، ولتعاونه مع الإمبراطورية اليابانية أثناء احتلالها للفلبين في الحرب العالمية الثانية.

## الثورة الفليبينية
انضم أغينالدو إلى منظمة الماسونية في 1 يناير 1895، حاملًا الاسم السري «كولون».
كان والد سانتياغو ألفاريز عمدة نوفيليتا، وقد شجع أغينالدو على الانضمام إلى منظمة «كاتيبونان» في 7 مارس 1895، وهي منظمة سرية بقيادة اندريس بونيفاسيو تسعى لطرد الإسبان واستقلال الفلبين باستخدام القوة المسلحة. انضم أغينالدو إلى المنظمة واستخدم الاسم المستعار ماجدالو تكريمًا لمريم المجدلية. أنشأ فرع محلي لكاتيبونان في كافيت وأطلق عليه اسم سانغونيان ماجدالو، وعُين بالدميرو أغينالدو ابن عم أغينالدو زعيمًا لهذا الفرع.
كانت الثورة الفلبينية بقيادة زعماء منظمة كاتيبونان ضد الإسبان، وقد بدأت في الأسبوع الأخير من أغسطس 1896 في سان خوان ديل مونتي (جزء من مانيلا الآن). رفض أغينالدو في البداية المشاركة بالهجوم بسبب نقص الأسلحة. أُجبر بونيفاسيو وبقية الثوار إلى خوض حرب العصابات، رتب أغينالدو مع بقية الثوار معاركه ضد الإسبان وخطط لها بدقة، وحقق انتصارات كبيرة دفعت الإسبان للخروج من منطقتهم بشكل مؤقت. بدأ أغينالدو الهجوم في 31 أغسطس 1896 على شكل مناوشة تحولت لاحقًا إلى ثورة كاويت. سار مع جيشه من البلومين إلى وسط مدينة كاويت. أمر أغينالدو رجاله قبل بدء المعركة بعدم قتل أي شخص من أبناء البلد. فوجئ الحراس المسلحين بالهجوم بعد وصول الثوار إلى وسط المدينة واستسلموا على الفور. استولى الثوار على الأسلحة وحققت الثورة بقيادة أغينالدو نجاحًا ساحقًا. تجمع الناس في ساحة البلدة بعد انتشار خبر تحرير المدينة، ورُفع علم ماجدالو وسط ساحة كاويت.
استخدم فصيل ماغدالو الذي عمل تحت قيادة الجنرال أغينالدو أعلامًا مشابهة لتلك المستخدمة من قبل فصيل ماغديوانغ، والتي تتميز بشمس بيضاء مع رمز تغالوغي أحمر اللون.
أعادت مجموعة منشقة من ضباط الجيش إحياء الرمز لإظهار نهاية الحرب مع إسبانيا بعد اتفاق السلام. أصبح العلم أول راية رسمية للقوات الثورية، ورفع أثناء الاحتفال في إيموس.

### معركة إيموس
بعد اندلاع شرارة الثورة في مانيلا في أغسطس 1896، اتجه أغينالدو مع 600 رجل لتحرير مدينة إيموس، وشن سلسة من القتالات المفتوحة مع القوات الإسبانية المتمركزة في المدينة، وفرضوا حصارًا على إيموس لإخراج الإسبان منها بمساعدة الكابتن خوسيه تاغلي في 1 سبتمبر. أرسل الدعم الإسباني من مانيلا بقيادة العميد إرنستو دي أغيري لمساعدة المحاصرين في إيموس. اقتصر الدعم على 100 جندي فقط وسلاح الفرسان. لم يتردد أغينالدو ورجاله بشن الهجوم المضاد، لكنهم تعرضوا لخسائر فادحة كادت أن تودي بحياة أغينالدو. لم يتابع أغيري هجومه رغم نجاحه، وشعر بعدم كفاية قواته، وعاد إلى مانيلا للحصول على التعزيزات. أعادت قوات أغينالدو تنظيم نفسها خلال فترة الهدوء، واستعدت للهجوم على الإسبان مرة ثانية. عاد أغيري في 3 سبتمبر بقوة أكبر قوامها 3000 رجل. تعرض الإسبان لإطلاق النار من قبل المتمردين المختبئين عند جسر إيزابيل الثاني، وانسحبوا بعد الهزيمة التي كلفتهم الكثير من الضحايا. وُجد سيف أغيري بين الأسلحة الإسبانية المتروكة بعد المعركة، استولى أغينالدو على السيف واستخدمه في بقية معاركه.

### جمهورية الفلبين الأولى
تأسست أول جمهورية فلبينية رسميًا بإعلان دستور مالولوس في 21 يناير 1899، في مدينة مالولوس في بولاكان، واستمرت حتى استولاء القوات الأمريكية على إميليو أغينالدو في 23 مارس 1901 في بالانان في مدينة إيزابيلا، وأدى ذلك إلى حل جمهورية الفلبين.
استولت القوات الأمريكية على مانيلا في 12 أغسطس 1898، خلال معركة مانيلا الوهمية، أُنشأت بعدها حكومة الولايات المتحدة العسكرية لجزر الفلبين في 14 أغسطس 1898، وعين اللواء ويسلي ميريت كأول حاكم عسكري أمريكي. أطلق جندي أمريكي النار على فلبيني بتاريخ 4 فبراير 1899. اعتبرت تلك الحادثة بداية الحرب الفلبينية الأمريكية، وبلغت ذروتها في عام 1899 في معركة مانيلا بين القوات الأمريكية والفلبينية. دفعت القوات الأمريكية المتقدمة القوات الفلبينية بعيدًا عن المدينة، واضطرت حكومة أغينالدو إلى الانتقال من مكان إلى آخر مع تصاعد الموقف العسكري. قاد أغينالدو قواته في معركة نهر ماريلاو ومنع عبور الأمريكيين. استطاع الأمريكيون الانتصار في المعركة وقتل الكثير من الجنود الفلبينين بعد قتال عنيف وبمساعدة الزوارق الحربية. حل أغينالدو الجيش الفلبيني النظامي في 13 نوفمبر 1899، وأصدر مرسومًا باعتماد إستراتيجية حرب العصابات. قاد أغينالدو المقاومة ضد الأمريكيين، ولكنه تراجع إلى شمال لوزن.

### القبض على أغينالدو
قُبض على أغينالدو في مقره في بالانان في إيزابيلا بتاريخ 23 مارس 1901، ساعد بذلك قوات كشافة ماكابيبي بقيادة الجنرال فريدريك فانستون. أقسم أغينالدو قسم الولاء للولايات المتحدة في 19 أبريل 1901، معلنًا نهاية جمهورية الفلبين والاعتراف بسيادة الولايات المتحدة. تابع بعض القادة الفلبينيين التمرد بعد القبض على أغينالدو.

## الخلافات

### إعدام الإخوة بونيفاسيو
رفض بونيفاسيو الاعتراف بالحكومة الثورية برئاسة أغينالدو وحاول تأكيد سلطته، واتهم فصيل مجدالو بالخيانة وأصدر أوامر مخالفة للأوامر الصادرة عن فصيل أجوينالدو. زعم البعض تورط بونيفاسيو في أحداث إندانج، وأمر أغينالدو على إثرها باعتقال وإعدام بونيفاسيو في أبريل 1897. صدر أمر بإعدام أندريس وشقيقه بروكوبيو رميًا بالرصاص بقيادة الرائد لازارو ماكاباجال في 10 مايو 1897.

### اغتيال لونا
حظي الجنرال أنطونيو لونا بالكثير من التقدير أثناء الثورة، وكان على خلاف مع أغينالدو في بعض الأحيان. تلقى لونا برقيتين في 2 يونيو 1899. طُلب منه المساعدة في شن هجوم مضاد في سان فرناندو في بامبانجا، وأمره أغينالدو في البرقية الثانية بالذهاب إلى العاصمة الجديدة في كاباناتوان في نويفا إيسيجا، وتشكيل مجلس الوزراء. ذهب لونا بالقطار بمرافقة 25 من رجاله، ثم تابعوا طريقهم على الخيل، واستخدموا في النهاية في ثلاث عربات للنقل. تعطلت عربتان أثناء الرحلة، وتابع طريقه في عربة واحدة فقط مع العقيد فرانسيسكو رومان والكابتن إدواردو روسكا. أرسل لونا برقية إلى أغينالدو في 4 يونيو لتأكيد وصوله. توجه لونا بمفرده إلى المقر الرئاسي للتواصل مع الموجودين. والتقى أثناء صعوده الدرج بوزير الخارجية وعضو مجلس الورزاء فيليب بوينكامينو، والنقيب بيدرو جانولينو. كان جانولينو قائد كتيبة كاويت ويجمعه مع الجنرال لونا عداوة قديمة، وقد سبق وجرده سلاحه بتهمة العصيان، وطالب باعتقاله لتفضيله الحكم الذاتي الأمريكي. ذهب أغينالدو إلى سان إيسيدرو في نويفا إيسيجا، وغضب لأنه لم يعلم بإلغاء الاجتماع.
دار جدال حامي بين الجنرال والقبطان عندما كان لونا على وشك المغادرة. اندفع لونا بعد سماعه صوت رصاصة في الميدان، والتقى بجانولينو برفقة بعض عناصر كتيبة كاويت أسفل الدرج. قام جانولينو بتوجيه سكين إلى رأس لونا وجرحه، وأطلق رجاله النار على لونا بينما بدأ آخرون في طعنه. حاول لونا توجيه مسدسه على أحد مهاجميه، وسارع رومان وروسكا لمساعدته، ولكن استمر رجال جانولينو بإطلاق النار، ما أدى إلى مقتل رومان وإصابة روسكا بجروح خطيرة. تلقى لونا أكثر من 30 جرحًا، ودفن بسرعة في مدفن المدينة. أعفى أغينالدو ضباط ورجال لونا، بما في ذلك الجنرال فيناسيو كونسبسيون، الذي حاصر مقره الرئيسي في أنجيليس في بامبانجا.
ساد الارتباك على جميع الأطراف بعد وفاة لونا. اعتقد الأمريكيون أن لونا قد تولى محل أغينالدو. أعلن عن وفاة لونا بشكل صريح بحلول 8 يونيو، وأصدر تعميم يقدم تفاصيل عن الحادث بحلول 13 يونيو / حزيران. أجريت التحقيقات المفروضة بشأن وفاة لونا، ولكن لم يدان أي شخص.

## روابط خارجية
- إميليو أغينالدو على موقع الموسوعة البريطانية (الإنجليزية)
- إميليو أغينالدو على موقع إن إن دي بي (الإنجليزية)